# Герцог Атриско

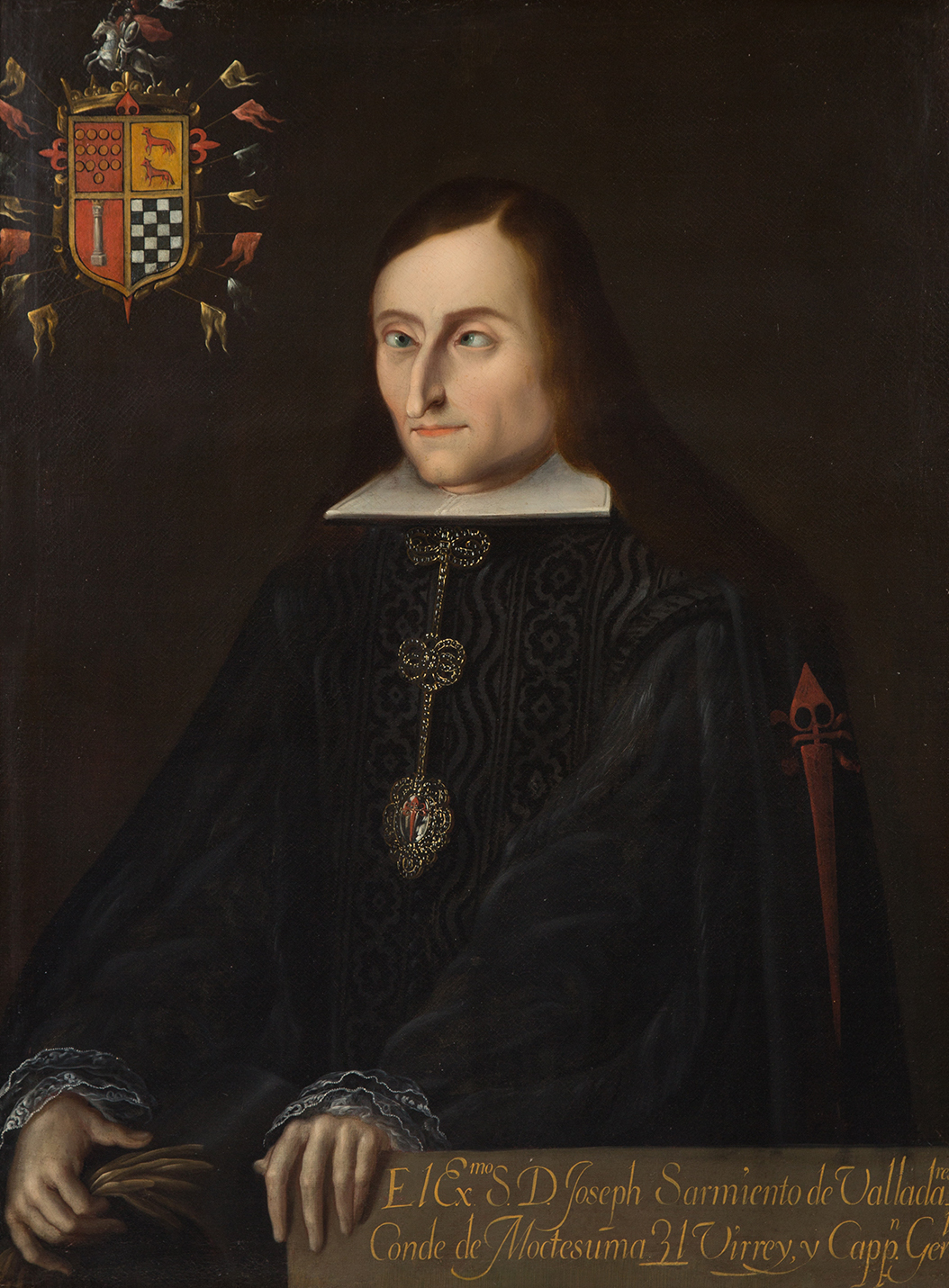
Хосе Сармьенто де Валладарес и Аринес, 1-й герцог де Атриско (1643—1708)

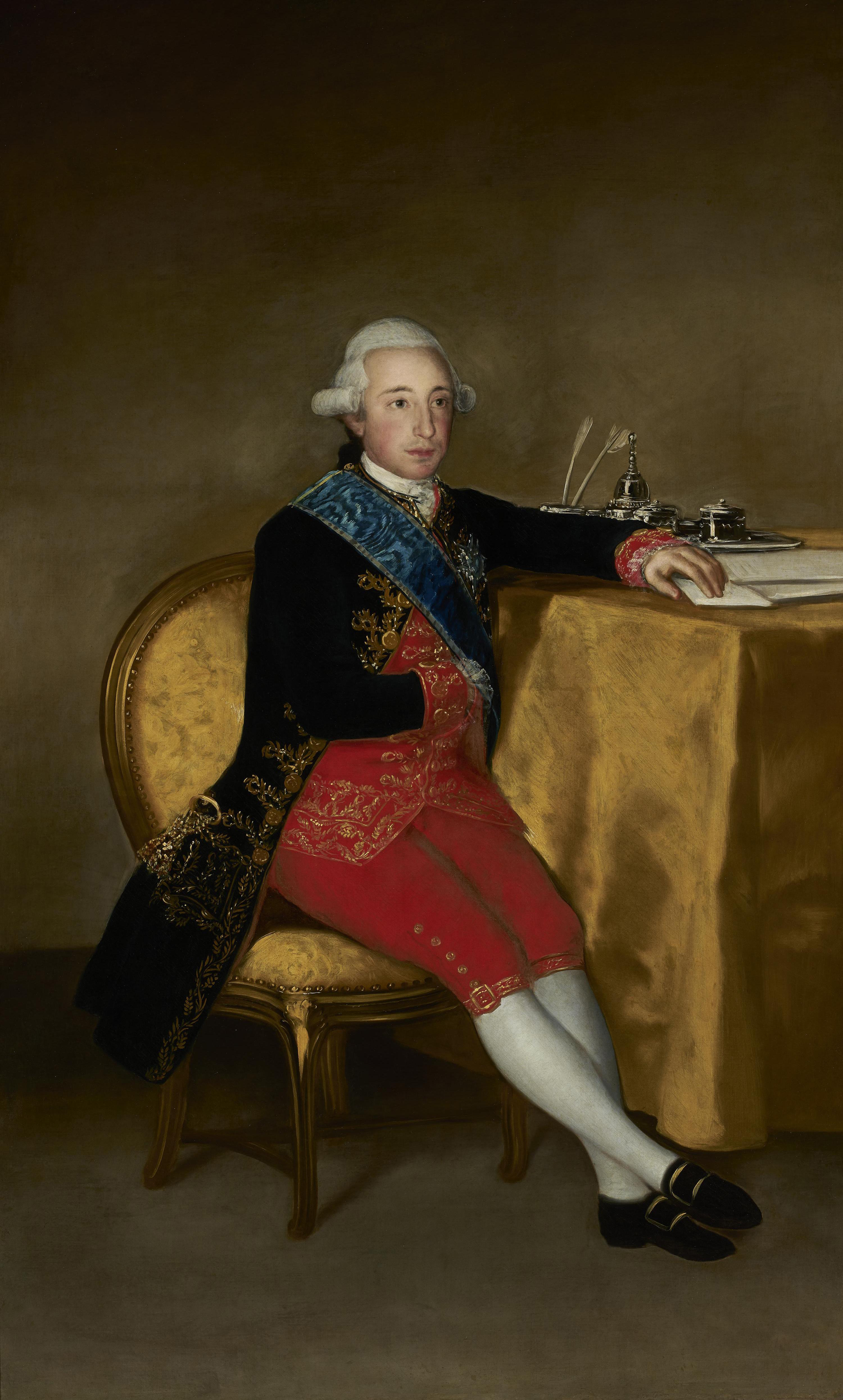
Висенте Хоакин Осорио де Москосо (1756—1816), портрет Франсиско Гойи, 1787 год, коллекция Банка Испании

Герцог де Атриско — испанский дворянский титул, созданный 17 апреля 1708 года королем Филиппом V для Хосе Сармьенто де Вальядареса и Аринеса (1643—1708), вице-короля Новой Испании (1696—1701) и председателя Совета Индий (1705—1708).
Название герцогского титула происходит от названия Атлиско, одного из трех индейских вождеств, существовавших в Новой Испании в 1708 году.
Хосе Сармьенто де Валладарес и Аринес был женат на 3-й графине де Монтесума де Тультенго (ум. 1692), внучке Педро Тесифона де Монтесумы, который был потомком ацтекского императора Монтесумы II.

## Список герцогов де Атриско
|                            | Титул | Период                     |
| Креация создана Филиппом V | Креация создана Филиппом V | Креация создана Филиппом V |
| -------------------------- | --- | -------------------------- |
| I                          | Хосе Сармьенто де Вальядарес и Аринес (май 1643 — 10 сентября 1708), сын Грегорио Сармьенто де Вальядареса и Хуаны Сармьенто | 1708-1708                  |
| II                         | Мельчора Хуана Сармьенто де Монтесума и Хофре (1684 — 21 декабря 1717), дочь предыдущего от первого брака с Херонимой Марией де Монтесума и Хофре де Лоайса, графиней де Монтесума (ум. 1692)                                                                                        | 1708-1717                  |
| III                        | Бернарда Доминга Сармьенто и Гусман (1694—1752), единственная дочь Хосе Сармьенто де Вальядареса и Аринеса, 1-го герцога де Атриско (1643—1708), от второго брака с Марией Андреа де Гусман (ум. 1709), сводная сестра предыдущей                                                    | 1717-1752                  |
| IV                         | Ана Николаса де Гусман и Кордова Осорио и Давила (1692—1762), единственная дочь Мельчора де Гусмана Осорио Давила Манрике де Суньига, 12-го маркиза де Асторга (ум. 1710), и Марии Аны Фернандес де Кордова и Фигероа (1660—1711)                                                    | 1752-1762                  |
| V                          | Вентура Осорио де Москосо и Фернандес де Кордова (1731 — 6 января 1776), единственный сын Вентуры Антонио Осорио де Москосо и Гусман Давила и Арагон, 14-го маркиза де Асторга (1707—1746), и Буэнавентуры Франсиски Фернандес Фольк де Кардоны, 11-й герцогини де Сесса (1712—1768) | 1762-1776                  |
| VI                         | Висенте Хоакин Осорио де Москосо и Гусман (17 января 1756 — 26 августа 1816), единственный сын предыдущего и Марии де ла Консепсьон де Гусман Гевара и Фернандес де Кордова (1730—1776)                                                                                              | 1776-1816                  |
| VII                        | Висенте Исабель Осорио де Москомо и Альварес де Толедо (19 ноября 1777 — 31 августа 1837), старший сын предыдущего и Марии Игнасии Альварес де Толедо и Гонзага (1757—1795) | 1816-1837                  |
| VIII                       | Висенте Пио Осорио де Москосо и Понсе де Леон (22 июля 1801 — 22 февраля 1864), старший сын предыдущего и Марии дель Кармен Понсе де Леон и Карвахаль, 6-й герцогини де Монтемар (1780—1813)                                                                                         | 1837-1864                  |
| IX                         | Мария Кристина Осорио де Москосо и Бурбон (26 мая 1850 — 27 марта 1904), единственная дочь Хосе Марии Осорио де Москосо и Карвахаля, 18-го герцога де Македа (1828—1881), и Луизы Терезы де Бурбон, инфанты Испании (1824—1900), внучка предыдущего                                  | 1864-1904                  |
| X                          | Пьер д'Алькантара Лоран Жозеф Мари Александр Теодор де Бофремон (28 октября 1879 — 14 марта 1945), второй сын Пьера Эжена, принца-герцога де Бофремон-Куртене (1843—1917), и Марии Кристины Осорио де Москосо-и-Бурбон, герцогини де Атриско (1850—1904)                             | 1904-1945                  |
| XI                         | Леопольдо Барон и Осорио де Москосо (2 января 1920 — 30 августа 1974), старший сын Леопольдо Барона де Торреса (1890—1952) и Марии дель Перпетуо Сокорро Осорио де Москосо и Рейносо, 20-й маркизы де Асторга (1899—1980)                                                            | 1955-1974                  |
| XII                        | Гонсало Барон и Гавито (5 февраля 1948—2004), единственный сын предыдущего | 1974-2004                  |
| XIII                       | Аделаида Барон и Карраль (род. 25 января 1977), единственная дочь предыдущего | 2004 — настоящее время     |